# Нафикова, Фирдаус Мухаметвалеевна
Фердаус Мухаметвалеевна На́фикова (20 марта 1938 года, Уфа — 26 января 2008 года, там же) — советская артистка балета, балетный педагог, народная артистка РСФСР (1974).

## Биография
Родилась в 1938 году в Уфе в многодетной семье сотрудника НКВД и учительницы начальных классов. Была младшей. В 1942 году её отец был репрессирован и умер в ссылке. Вскоре умерла и мать. Фирдаус воспитывалась в детдоме.
Окончила Ленинградское хореографическое училище (1956). На протяжении более чем двух десятилетий солистка Башкирского государственного театра оперы и балета.
C 1986 года — преподаватель Уфимского хореографического училища.
Родила четверых детей.

## Основные партии
В репертуар Ф. М. Нафиковой входили следующие партии как в классических, так и в современных и национальных балетах:
- Зарема (Борис Асафьев, «Бахчисарайский фонтан»)
- Одетта и Одиллия (Чайковский, «Лебединое озеро»)
- Франциска (Иоганн Штраус, «Голубой Дунай»)
- Медора (Адольф Адан, «Корсар»)
- Мирта (Адольф Адан, «Жизель»)
- Китри (Людвиг Минкус, «Дон Кихот»)
- Кармен (Жорж Бизе — Родион Щедрин, «Кармен-сюита»)
- Золушка (Сергей Прокофьев, «Золушка»)
- Фанни (Кара Караев, «Тропою грома»)
- Зайтунгуль (Лев Степанов, «Журавлиная песнь»)
- Галима (Халик Заимов и Александр Чугаев, «Черноликие»)
- Танкабика (Мурад Ахметов, «В ночь лунного затмения»)

## Награды и премии
- Лауреат Седьмого Всемирного фестиваля молодёжи и студентов (Вена, 1959)
- Заслуженная артистка Башкирской АССР (1963)
- Заслуженная артистка РСФСР (1971)
- Народная артистка РСФСР (1974)
- Лауреат Республиканской премии имени Салавата Юлаева (1977) — «за исполнение ролей Кармен в „Кармен-сюите“ Бизе-Щедрина; Ампары-невесты в „Испанских миниатюрах“ в Башкирском государственном театре оперы и балета» (из Указа о награждении)
- Кавалер ордена «Знак Почёта» (1981).